# Dmitri Arkadjewitsch Schmidt
Dmitri Arkadjewitsch Schmidt, eigentlich David Aronowitsch Gutman (russisch Дмитрий Аркадьевич Шмидт, Давид Аронович Гутман) (* 7. Dezemberjul. / 19. Dezember 1896greg. in Priluki, Gouvernement Poltawa; † 20. Juni 1937 in Moskau), war ein Divisionskommandeur der Roten Armee.

## Leben
Bis zum Ausbruch des Krieges arbeitete "der Sohn eines armen jüdischen Schusters" als Schlosser und Filmvorführer. 1914 in die Kaiserlich Russische Armee eingezogen, wurde er 1916 Fähnrich. 1917 trat Dmitri Schmidt der SDAPR(B) bei. Bis zum Herbst 1918 kämpfte er in seinem Heimatkreis Priluki für die Bolschewiken, wobei er ab dem Sommer 1918 – der Ergebnisse des Friedens von Brest-Litowsk wegen – in den Untergrund gehen musste. Im Herbst 1918 trat Dmitri Schmidt der Roten Armee bei und brachte es während des Russischen Bürgerkrieges nach einem Dienstjahr bis zum Kommandeur einer Infanterie-Division. So hatte der Oberst Anteil am Sieg über die Weißen in der Schlacht um Zarizyn. Darauf befehligte Dmitri Schmidt Truppenteile der Roten Armee bei Cherson und kommandierte ab Frühjahr 1921 die 17. Kavallerie-Division der Roten Kosaken. Nach dem Bürgerkrieg wurde der Oberst stellvertretender Stabschef des nordkaukasischen Militärbezirkes. 1933 absolvierte Dmitri Schmidt die Militärakademie. 1934–1937 befehligte er zuerst die 2. Ukrainische Panzerbrigade und dann die 8. Ukrainische Panzerbrigade.
Am 5. Juli 1936 wurde Dmitri Schmidt vom NKWD verhaftet und nach Moskau gebracht. Während des Prozesses, der sich über Monate erstreckte, widerrief er unter anderen seine „Geständnisse“ mit der Begründung, sie seien unter der Folter erpresst worden. Am 19. Juli 1937 wurde er von dem Militärgericht des Obersten Gerichts der UdSSR zum Tode verurteilt und am darauf folgenden Tage hingerichtet.
Am 6. Juli 1957 – während Chruschtschows Tauwetter – wurde Oberst Dmitri Schmidt von dem gleichen Militärgericht postum rehabilitiert.

## Ehrungen
- Kaiserlich Russische Armee: St. Georgs Kreuz, Stufe 1 bis 4
- Rote Armee: zweimal Rotbannerorden während des Russischen Bürgerkrieges. Den zweiten Orden hatte Stalin – einer der Feldherren der Schlacht von Zarizyn – vorgeschlagen.

## Anmerkung
1. ↑  Der Roman Stadt der Angst von Anatoli Rybakow ist eine erzählerische Auseinandersetzung mit den Stalinschen Säuberungen. Neben erfundenen Figuren nennt der Autor Klarnamen, wenn er Stalins Gedankengänge reflektiert – zum Beispiel ausführliche Betrachtungen zu dem Militärgerichtsprozess im Juni 1937 gegen Generale und den Oberst Schmidt betreffend: „Tuchatschewski – Jakir – Uborewitsch steckten unter einer Decke... Unter ihnen [gemeint sind führende Militärs der Roten Armee] hatte man nur drei ehemalige Oppositionelle herausfinden können: die Korpskommandeure Primakow und Putna und den Divisionskommandeur Schmidt... “ (Rybakow, S. 295, 3. Z.v.u. bis S. 296, 6. Z.v.o.)